# Sulayman

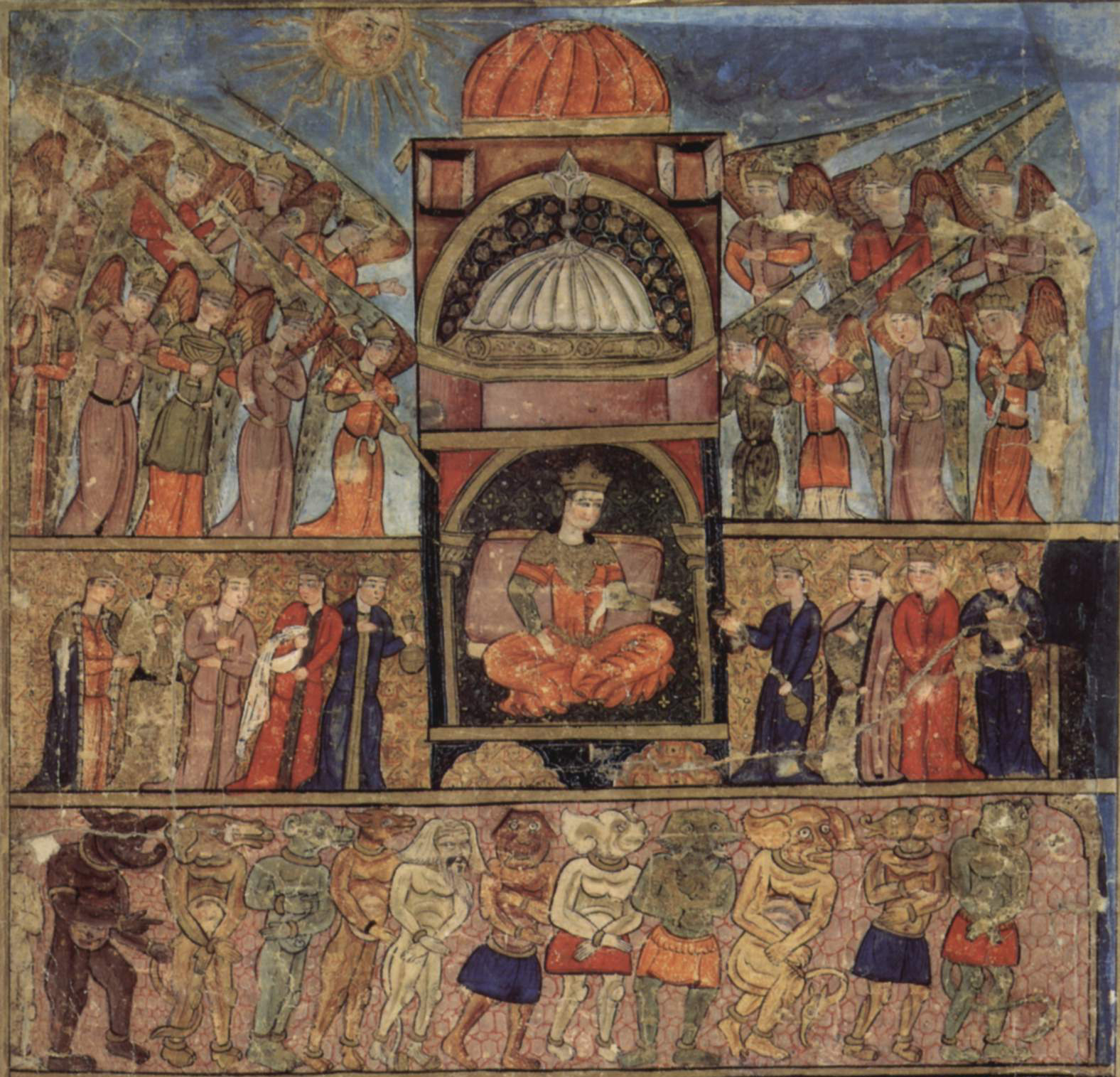
Sulayman mottar Bilqis (osmansk, cirka 1500)

Sulayman (arabiska: سليمان) är en islamisk profet, omnämnd i Koranen. Han är identisk med kung Salomo i Bibelns Gamla Testamente.